# 34636 Lauwingkai
34636 Lauwingkai è un asteroide della fascia principale. Scoperto nel 2000, presenta un'orbita caratterizzata da un semiasse maggiore pari a 3,1049778 au e da un'eccentricità di 0,1017520, inclinata di 14,88899° rispetto all'eclittica.